# Mohammad Tawfiq Bakhshi
Mohammad Tawfiq Bakhshi (* 5. Juli 1984 / 11. März 1986 in Afghanistan) ist ein afghanischer Judoka. Der 1,88 m große und 100 Kilogramm schwere Athlet nahm bereits an mehreren Weltmeisterschaften und Asienmeisterschaften teil. Aufgrund einer Einladung der Kommission durfte er an den Olympischen Spielen 2016 teilnehmen. Dort war er der Fahnenträger für Afghanistan bei der Eröffnungsfeier und schied später im Wettkampf in der ersten Runde gegen den Portugiesen Jorge Fonseca aus.
Bei den Asian Judo Championships 2016 verlor Tawfiq Bakhshi gegen den Iraner Javad Mahjoub in der ersten Runde.